# فلاديمير دال
فلاديمير إيفانوفيتش دال (أو داهل; (الروسية: Влади́мир Ива́нович Даль); 10 نوفمبر، 1801 – 22 سبتمبر 1872) كان واحدا من أعظم مؤلفي المعاجم في اللغة الروسية وعضو مؤسس في الجمعية الجغرافية الروسية. استطاع التحدث على الأقل بست لغات بينها التركية، ويعتبر واحدا من أوائل الـTurkologists. خلال حياته جمع دال وقام بتوثيق التاريخ الشفوي للمنطقة، ونشر هذا التاريخ بعد ذلك في روسيا وأصبح جزءا من الفولكلور الحديث.